# Paul Caligiuri
Paul David Caligiuri (nacido el 9 de marzo de 1964 en Westminster, California) es un exfutbolista y entrenador estadounidense. Actualmente es director técnico del Orange County FC. 
Es miembro del National Soccer Hall of Fame. Fue premiado como el Futbolista del Año en Estados Unidos en 1986.

## Selección nacional
Caligiuri disputó 110 partidos internacionales y marcó cinco goles con la selección estadounidense. Es recordado por el histórico gol anotado frente a Trinidad y Tobago, encuentro válido por las clasificatorias para la Copa Mundial de Fútbol de 1990 y se jugó el 19 de noviembre de 1989. El partido terminó 1-0 a favor de los estadounidenses y es la primera clasificación a un Mundial de la selección nacional después de 40 años de ausencia. La anotación fue popularmente llamada como El disparo que se oyó en todo el mundo.
Jugó tres partidos en el Mundial de 1990, y además marcó el único tanto en la derrota 1-5 en el primer partido ante Checoslovaquia, siendo el primer gol de la selección estadounidense en los Mundiales desde 1950.
Participó en otras competencias: la Copa de Oro de la Concacaf en las ediciones de 1991 y 1996; la Copa América en dos oportunidades en 1993 y 1995; jugó la Copa Rey Fahd 1992; y fue parte de los 22 futbolistas en la Copa Mundial de 1994 en su país. 
Disputó en el equipo estadounidense de Fútbol sala en la Copa Mundial de fútbol sala de la FIFA 1989 y fue miembro de la selección olímpica en los juegos de Seúl de 1988.

### Participaciones en Juegos Olímpicos
| Torneo                   | Sede | Resultado    |
| ------------------------ | ---- | ------------ |
| Juegos Olímpicos de 1988 | Seúl | Primera fase |

### Participaciones en Copas del Mundo
| Mundial                        | Sede           | Resultado        |
| ------------------------------ | -------------- | ---------------- |
| Copa Mundial de Fútbol de 1990 | Italia         | Fase de grupos   |
| Copa Mundial de Fútbol de 1994 | Estados Unidos | Octavos de final |

## Clubes

### Como jugador
| Club                  | País                | Año       |
| --------------------- | ------------------- | --------- |
| San Diego Nomads      | Estados Unidos      | 1986      |
| Hamburger SV          | Alemania Occidental | 1987-1988 |
| SV Meppen             | Alemania Occidental | 1988-1990 |
| FC Hansa Rostock      | Alemania Oriental   | 1991      |
| SC Freiburg           | Alemania            | 1991-1992 |
| Los Angeles Salsa     | Estados Unidos      | 1995      |
| FC St. Pauli (cesión) | Alemania            | 1995-1996 |
| Columbus Crew         | Estados Unidos      | 1996      |
| Los Angeles Galaxy    | Estados Unidos      | 1997-2001 |

### Como entrenador
| Club                               | País           | Año       |
| ---------------------------------- | -------------- | --------- |
| Cal Poly Pomona Broncos (femenino) | Estados Unidos | 2002-2005 |
| Cal Poly Pomona Broncos            | Estados Unidos | 2002-2008 |
| Orange County FC                   | Estados Unidos | 2017-     |

## Palmarés

### Campeonatos nacionales
| Título        | Club               | País           | Año  |
| ------------- | ------------------ | -------------- | ---- |
| U.S. Open Cup | Los Angeles Galaxy | Estados Unidos | 2001 |

### Campeonatos internacionales
| Título                           | Club                        | País           | Año  |
| -------------------------------- | --------------------------- | -------------- | ---- |
| Copa de Oro de la Concacaf       | Selección de Estados Unidos | Estados Unidos | 1991 |
| Copa de Campeones de la Concacaf | Los Angeles Galaxy          | Estados Unidos | 2000 |

### Distinciones individuales
| Distinción                           | Año  |
| ------------------------------------ | ---- |
| Futbolista del Año en Estados Unidos | 1986 |
| National Soccer Hall of Fame         | 2004 |